# Malgum

Mapa Babilonii w czasach Hammurabiego z zaznaczonym przypuszczalnym położeniem miasta Malgum.

Malgum, Malgium – w II tys. p.n.e. miasto w Babilonii, leżące nad Tygrysem, w okolicach ujścia Dijali, na południe od Esznunny, dokładna lokalizacja nieznana. Zniszczone w 1762 p.n.e. przez Hammurabiego podczas jego wyprawy przeciwko wrogiej koalicji państw w północnej Babilonii.